# Жеребковичи
Жеребковичи (белор. Жарабковічы) — агрогородок, расположенный в северо-восточной части Ляховичского района Брестской области Беларуси. Расположен в 13 км на восток от города Ляховичи и в 12 км на запад от города Клецк. Административный центр Жеребковичского сельсовета.
Расположена железнодорожная станция на линии Осиповичи I — Русино, через агрогородок проходит автомобильная дорога Клецк-Ляховичи.

## Описание
На территории деревни находится центральная усадьба сельскохозяйственного кооператива «Жеребковичи», сельисполком, школа, клуб, библиотека, детский сад, торговый центр, частный магазин, парикмахерская и частные дома. Максимальная этажность жилых построек — 3 этажа. Инфраструктура представлена водопроводом, электрическими сетями, телефонными линиями. Имеется кабельное телевидение, интернет (посредством оптоволоконного кабеля).
Первое упоминание о населенном пункте датируется 1492 годом.
Населенный пункт окружен 3 искусственными озёрами — Круглица, Старое и Новое. Максимальная длина самого большого из них («Нового») составляет около 1 км, глубина — 3 метра.
Ближайший населенный пункт — деревня Зарытово, которая отделена от деревни «Жеребковичи» только каналом между «Старым» и «Новым» озёрами.

## История
В 2010 году деревня Жеребковичи преобразована в агрогородок.

## Культура
- Дом культуры
- Постоянная экспозиция предметов народно-бытовой культуры в Жеребковичском Доме культуры — полотенец, сельскохозяйственных и бытовых принадлежностей, других вещей
- Районный ресурсный центр по воспитательной деятельности «Воспитание культуры досуга и быта»
- Музей ГУО «Жеребковичская средняя школа имени М. Г. Минкевича»

## Достопримечательность
- В центре Жеребковичей захоронены 14 воинов Красной и Советской Армии, погибших в 1941 и 1944 годах, в 1957 году на могиле установлен памятник — скульптура солдата.
- На кладбище захоронены 14 сельчан, расстрелянных оккупантами летом 1941 года, в 1965 году на могиле установлен обелиск, который в 2010-х годах демонтировали, поставив вместо него современный могильный камень.
- Памятная доска М. Г. Минкевичу на здании средней школы

## Галерея

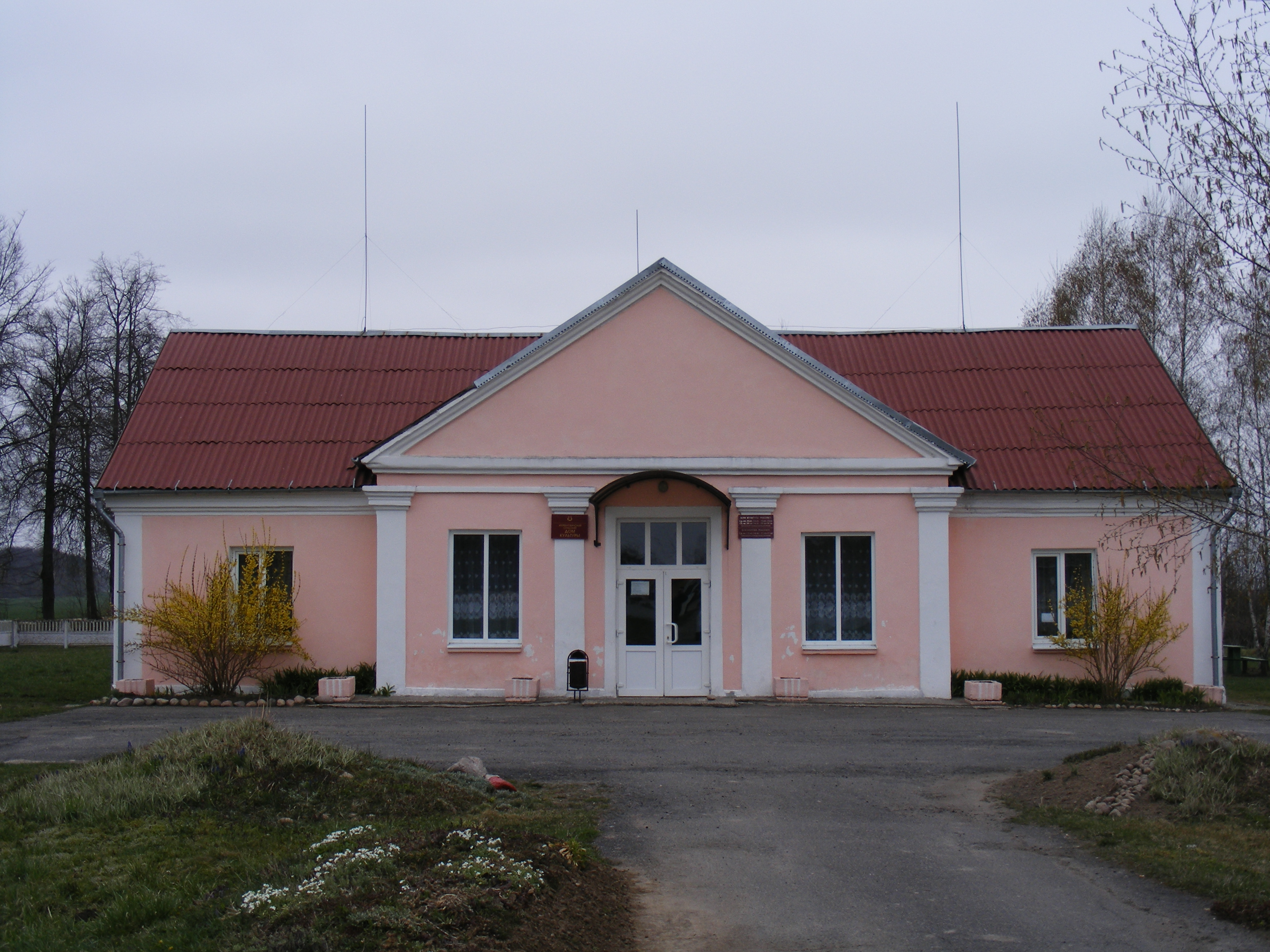
Дом культуры
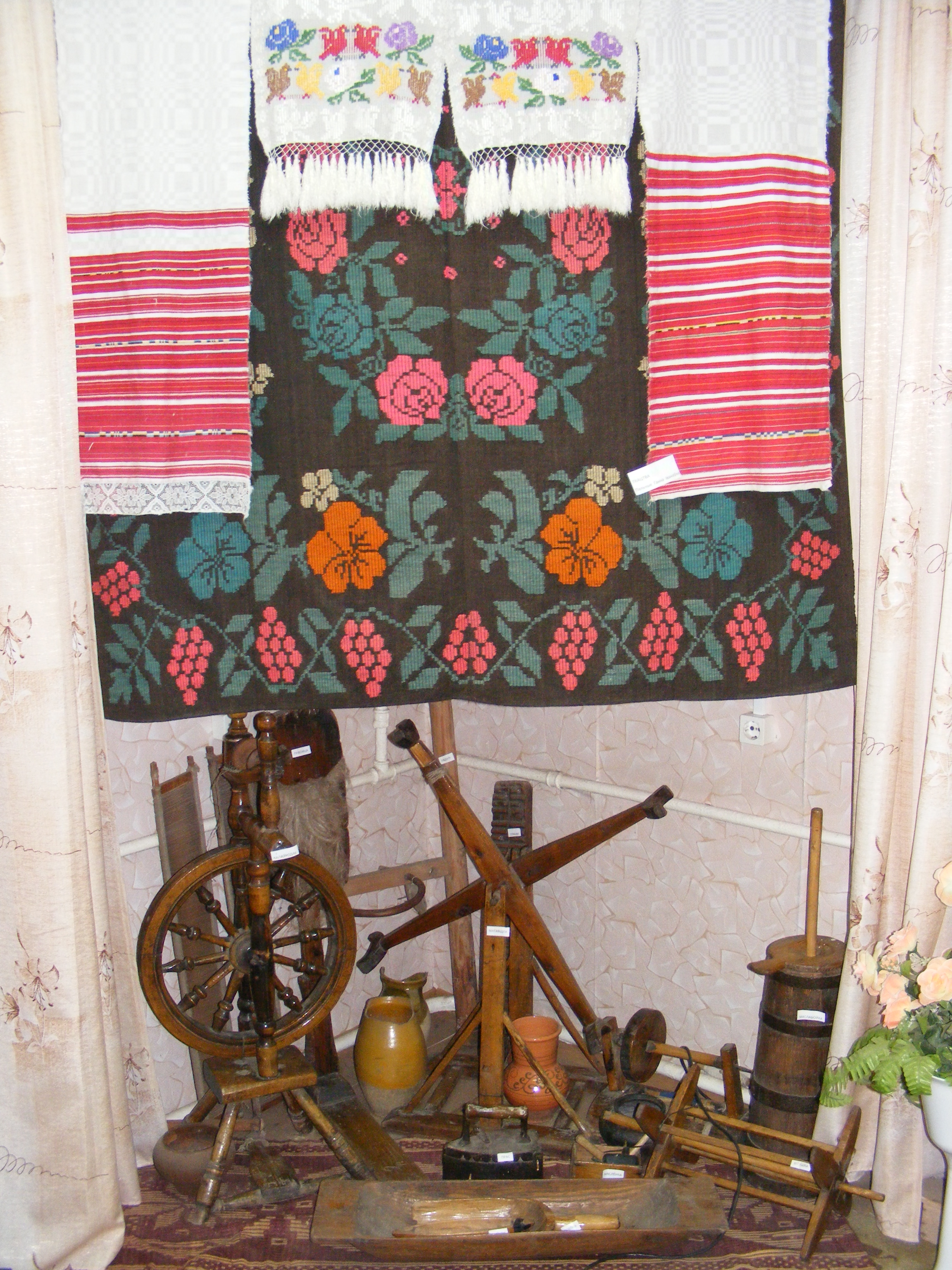
Постоянная экспозиция предметов народно-бытовой культуры в Доме культуры
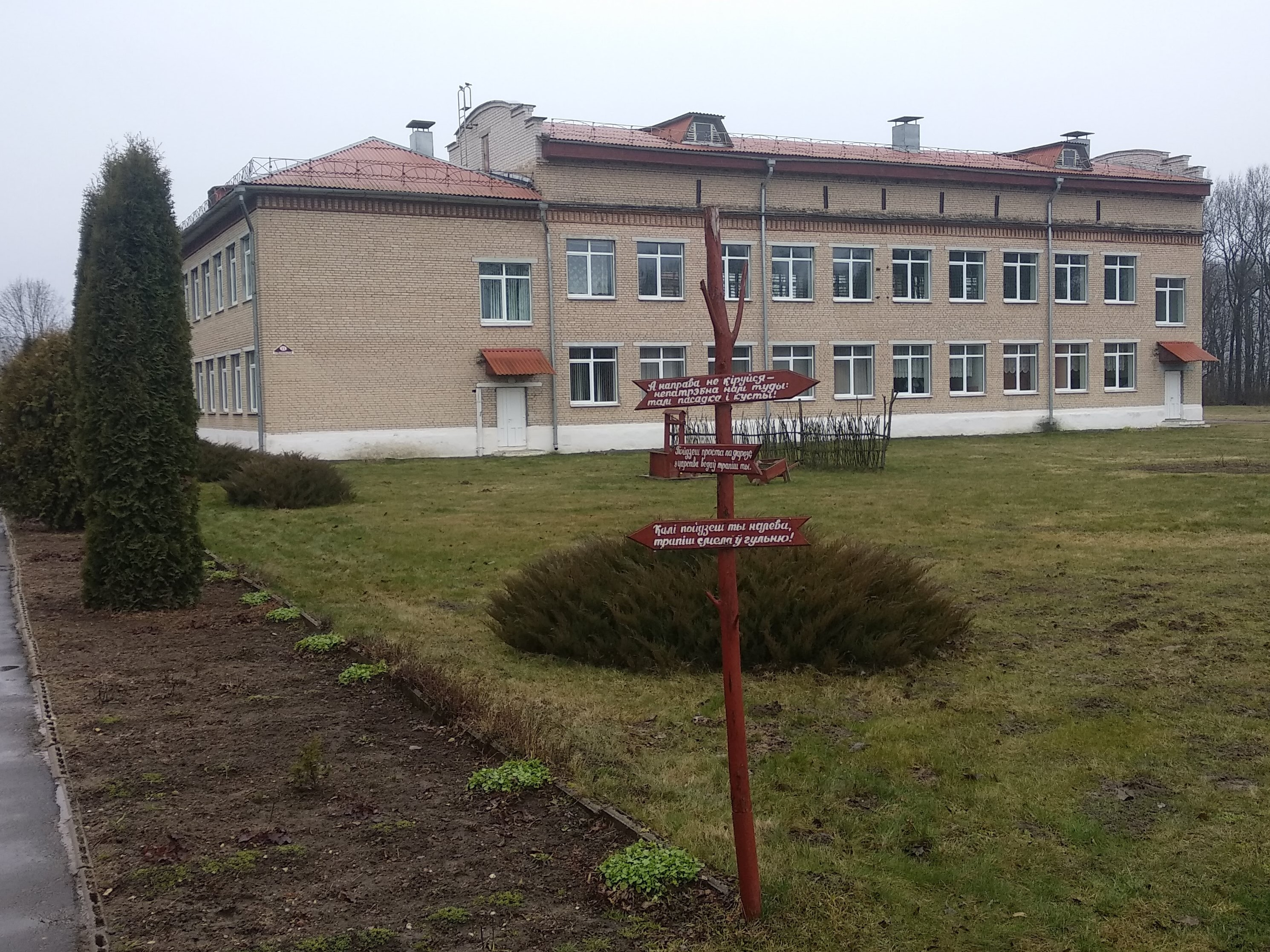
Здание средней школы
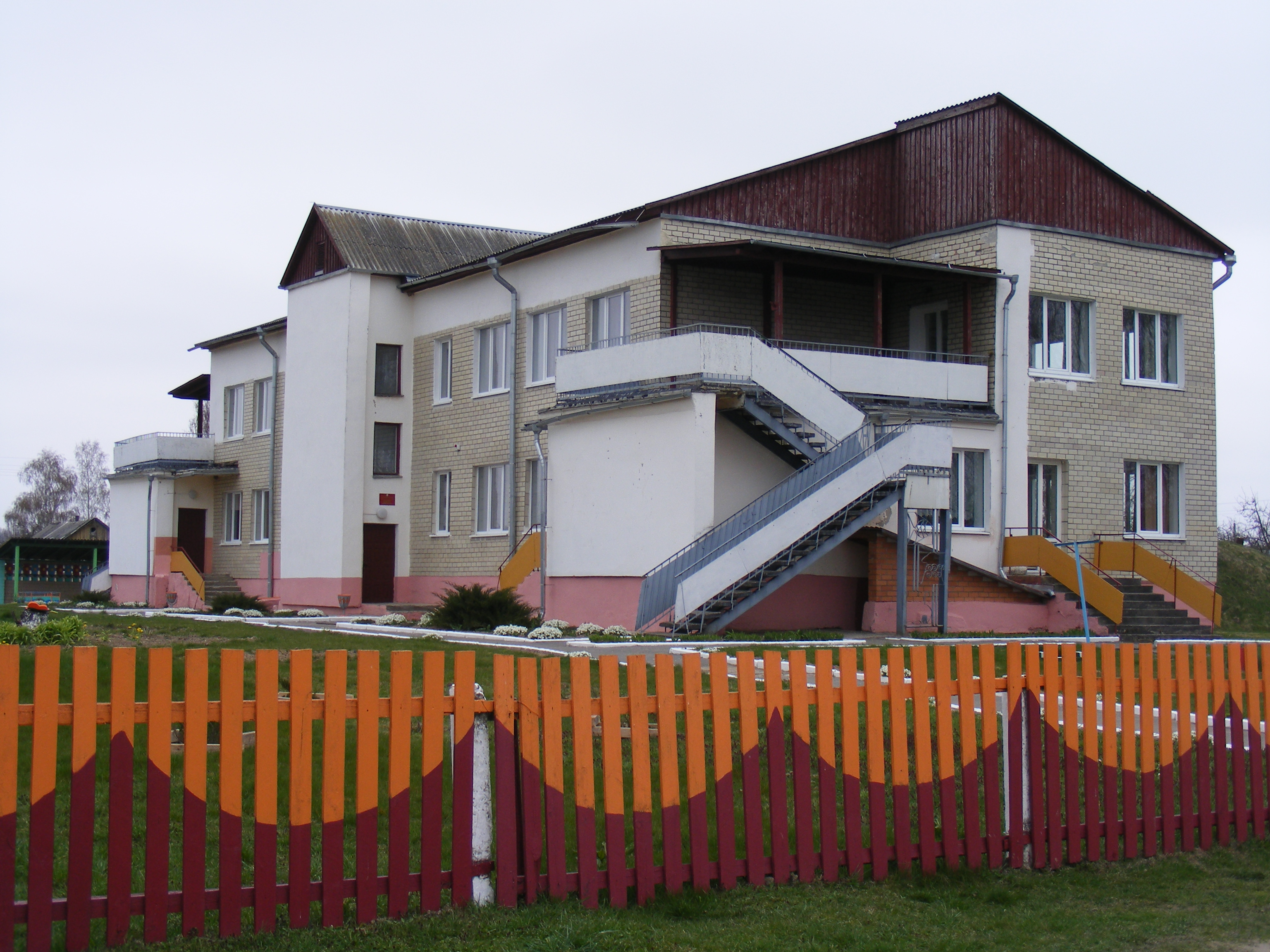
Здание детского сада
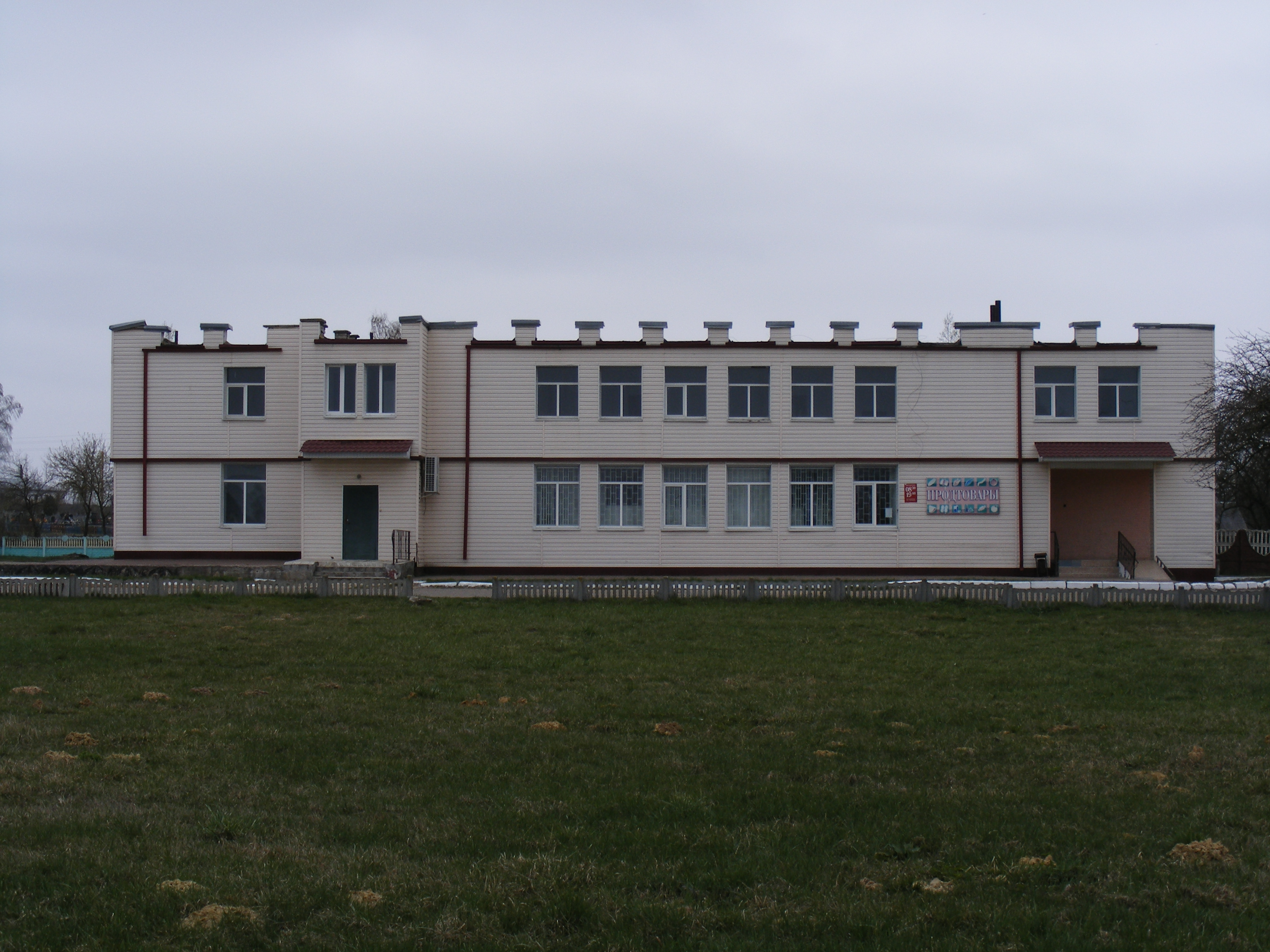
Универмаг